# Júlia Maggessi
Júlia da Matta Maggessi (Rio de Janeiro, 29 de março de 1998) é uma atriz brasileira. Estreou na televisão em 2000, com apenas dois anos, em Laços de Família interpretando a neta de Helena (Vera Fischer), ganhando destaque em 2005 quando deu vida a um dos papeis principais de Prova de Amor.

## Carreira
Júlia começou a carreira em 2000, com apenas dois anos, em Laços de Família, onde interpretou a pequena Nina, que era utilizada pela mãe, interpretada por Regiane Alves como arma de chantagem para manter o casamento falido. Após uma participação especial em Brava Gente, interpretou a temperamental princesa Maria II de Portugal, filha de Dom Pedro I, na minissérie O Quinto dos Infernos. Em 2005 interpretou a estadunidense Scarlet em América, amiga de escola do personagem de Matheus Costa, o qual os pais eram processados após ele beijá-la, discutindo as diferenças de costumes entre o Brasil e os Estados Unidos. No mesmo ano Júlia deixa a reta final da trama da Rede Globo ao passar nos testes para viver um dos papeis centrais de Prova de Amor, na RecordTV, a jovem Nininha, filha dos protagonistas que era sequestrada nos primeiros anos de vida e passava anos em cativeiro, apanhando e sendo obrigada a pedir dinheiro nas ruas para sustentar a sequestradora interpretada por Vanessa Gerbelli. O capítulo em que sua personagem reencontra a mãe atingiu uma das melhores médias da trama.
Devido a boa repercussão da parceria com Pedro Malta e Shaila Arsene em Prova de Amor, Júlia é escalada como irmã dos atores em Caminhos do Coração, interpretando a mutante Ângela, que tinha asas as quais eram cortadas pelo pai com medo da perseguição pública aos seres com mutação. Na segunda parte da trilogia, Os Mutantes, a personagem ganhou mais destaque ao se rebelar contra os repressores e se torna a responsável por implementar a bomba que coloca fim na antagonista da trama. Devido à sua personagem ter asas, Júlia era uma das atrizes que mais gravavas cenas com efeitos computadorizados. Em 2009 também esteve na última parte da trilogia, Promessas de Amor, que se passava em um colégio especializado em mutantes. Em 2012 deu vida a sua primeira antagonista, a rebelde Luciana em Máscaras, que infernizava a vida da madrasta, interpretada por Flávia Monteiro, e fazia de tudo para que o relacionamento com seu pai chegasse ao fim. Após três anos se dedicando à conclusão do Ensino Médio, Júlia retoma a atuação em 2015 com a peça teatral infantil Utopia: O Reino dos Sonhos, no qual interpretou a feiticeira Cláudia.
Em 2017 integrou o elenco do musical Suspiro Colegial como a insegura Lara. No mesmo ano interpreta a principal antagonista de O Rico e Lázaro, Sammu-Ramat, na primeira fase da trama, onde há a transição da personagem ao ser abandonada pela família e passar por maus-tratos até se tornar uma mulher ambiciosa em busca de poder, sendo seu primeiro papel adulto. Em 2018 interpreta Diná na minissérie Lia, a única mulher dos doze filhos de Jacó, que atrai a inveja dos irmãos por ser privilegiada pelo pai. No mesmo ano emenda outro trabalho ao ser escalada para dar vida à Helena de Pilatos na novela Jesus. Na mesma época também é reservada para Topíssima, com previsão de estreia em 2019.

## Vida pessoal
Em 2017 Júlia ingressou no curso de publicidade e propaganda pela Universidade Federal Fluminense (UFF).

## Filmografia

### Televisão
| Ano  | Título                | Personagem                        | Notas                               |
| ---- | --------------------- | --------------------------------- | ----------------------------------- |
| 2000 | Laços de Família      | Nina Lacerda Ferrari              |                                     |
| 2001 | Brava Gente           | Rebeca                            | Episódio: "A Moda do Chifre"        |
| 2002 | O Quinto dos Infernos | Maria II de Portugal              |                                     |
| 2005 | América               | Scarlet O'Meara                   |                                     |
| 2005 | Prova de Amor         | Mariana Luz Avelar (Nininha)      |                                     |
| 2007 | Caminhos do Coração   | Ângela Menezes Figueira (Anjinha) |                                     |
| 2008 | Os Mutantes           | Ângela Menezes Figueira (Anjinha) |                                     |
| 2009 | Promessas de Amor     | Ângela Menezes Figueira (Anjinha) |                                     |
| 2012 | Máscaras              | Luciana Anselmi                   |                                     |
| 2017 | O Rico e Lázaro       | Sammu-Ramat (jovem)               | Episódios: "13–15 de março de 2017" |
| 2018 | Lia                   | Diná de Israel                    |                                     |
| 2018 | Jesus                 | Helena Pilatos                    |                                     |

### Cinema
| Ano  | Título                                   | Personagem |
| ---- | ---------------------------------------- | ---------- |
| 2025 | Todo Mundo (Ainda) Tem Problemas Sexuais | Lara       |

## Teatro
| Ano     | Título                     | Personagem |
| ------- | -------------------------- | ---------- |
| 2015    | Utopia: O Reino dos Sonhos | Cláudia    |
| 2017–18 | Suspiro Colegial           | Lara       |

## Prêmios e indicações
| Ano  | Prêmio                    | Categoria                  | Trabalho            | Resultado | Ref.   |
| ---- | ------------------------- | -------------------------- | ------------------- | --------- | ------ |
| 2006 | Prêmio Contigo!           | Melhor Atriz Infantil      | Prova de Amor       | Indicado  | [ 21 ] |
| 2006 | Prêmio Extra de Televisão | Melhor Ator/Atriz Infantil | Prova de Amor       | Indicado  | [ 22 ] |
| 2007 | Prêmio Extra de Televisão | Melhor Ator/Atriz Infantil | Caminhos do Coração | Indicado  | [ 23 ] |
| 2008 | Prêmio Extra de Televisão | Melhor Ator/Atriz Infantil | Os Mutantes         | Indicado  | [ 24 ] |
| 2009 | Prêmio Contigo!           | Melhor Atriz Infantil      | Os Mutantes         | Indicado  | [ 25 ] |
| 2010 | Prêmio Contigo!           | Melhor Atriz Infantil      | Promessas de Amor   | Indicado  | [ 26 ] |